# Szextúra
A Szextúra (eredeti cím: Sex Drive) 2008-ban bemutatott amerikai road movie filmvígjáték, melyet Sean Anders rendezett. A forgatókönyvet Anders és John Morris írta, Andy Behrens All the Way című regénye alapján. A főbb szerepekben Josh Zuckerman, Amanda Crew, Clark Duke, Seth Green, James Marsden, Katrina Bowden, Alice Greczyn, Michael Cudlitz, Dave Sheridan és David Koechner látható.
Az Amerikai Egyesült Államokban 2008. október 17-én mutatták be, anyagi és kritikai szempontból sem lett sikeres.

## Cselekmény
Ian Lafferty 18 éves végzős gimnazista. Egy online chatoldalon hamis profillal önmagát vonzó macsónak festi a lányok előtt, bár valójában szerény és kedves fiú, aki még szűz. Megismerkedik egy "Cukorcica" felhasználónevű nővel és nemsokára megbeszélnek egy személyes találkozót. Az egyetlen probléma, hogy a lány a Tennessee-beli Knoxville-ben lakik, míg Ian Bartlett-ben, Illinois államban. Legjobb barátai, Lance Nesbitt és Felicia Alpine társaságában Knoxville felé veszi az irányt, "kölcsönvéve" arrogáns, homofób és macsó bátyja, Rex féltve őrzött autóját.
Útközben az autó hűtője túlmelegszik, de lovaskocsin felbukkan egy Ezekiel nevű amish és nagy szakértelemről téve tanúbizonyságot, megjavítja a járművet. Aznap este a főszereplők részt vesznek egy Rumspringa ünnepségen, ahol a Fall Out Boy koncertezik. A nőcsábász Lance megismerkedik egy Mary nevű vonzó amish lánnyal. Távozásuk előtt ígéretet tesznek, hogy visszatérnek és ledolgozzák az autó javításainak költségeit.
Amikor a frusztrált Ian véletlenül egy rendőrautó szélvédőjébe hajít egy szerszámot, mindhárman börtönbe kerülnek. Mary leteszi értük az óvadékot, így el tudnak jutni Knoxwille-be, egy különös hotelbe. A dühödt Rex felbukkan és követeli, hogy térjenek vissza városukba. Ian melegnek tetteti magát, így az öccséért aggódó Ian megenged neki egy találkozót Cukorcicával – remélve, ez majd megváltoztatja öccse "gondolkodásmódját". Ian végül találkozik kiszemeltjével, bevallja neki Felicia iránti gyengéd érzéseit, de Cukorcica autótolvajnak bizonyul. Feltűnik kiszámíthatatlan párja, Bobby Jo is, aki fegyverrel felszerelkezve akarja elrabolni az autót (nem tudva, hogy Felicia az autóban bújt el).
Lance és Mary egy légyott után a helyszínre érkezik, ahogyan egy Rick nevű férfi is, akinek barátnőjével korábban Lance lefeküdt. Ian megmenti Feliciát és sikerül kihívniuk a rendőrséget. A menekülő Cukorcicát egy szintén a nőhöz ellátogató sportkocsi vezetői, Ian együgyű és magukat nőcsábásznak gondoló osztálytársai, Andy és Randy fékezik meg. Ian önvédelemből meglövi Bobby Jót, Felicia pedig elárulja a rendőrségnek, merre található a bűnöző páros autószerelő műhelye.
Miután Mary nem hagyhatja el az amish közösséget, Lance úgy dönt, vele marad, mert rájönnek, szeretik egymást. Pár héttel később Ian és Felicia egy párként jelenik meg egy esküvőn. Hálaadáskor Rex coming outol családja előtt. Újévkor Ian és Felicia szeretkeznek Ian pincéjében. A film végén Lance és Mary esküvőjének fotói láthatók, majd a stáblista alatti jelenetben – visszatérő gegként – Ezekiel vitatkozik a Fall Out Boy tagjaival turnébuszuk megjavításának költségeiről.

## Szereplők
| Színész           | Szerep                | Magyar hang      |
| ----------------- | --------------------- | ---------------- |
| Josh Zuckerman    | Ian Lafferty          | Czető Roland     |
| Amanda Crew       | Felicia Alpine        | Mánya Zsófia     |
| Clark Duke        | Lance Nesbitt         | Baráth István    |
| Seth Green        | Ezekiel               | Seszták Szabolcs |
| James Marsden     | Rex Lafferty          | Tokaji Csaba     |
| Katrina Bowden    | Cukorcica (Ms. Tasty) |                  |
| Alice Greczyn     | Mary                  | Szabó Zselyke    |
| Michael Cudlitz   | Rick                  |                  |
| David Koechner    | stoppos               |                  |
| Dave Sheridan     | Bobby Jo              |                  |
| Mark L. Young     | Randy                 |                  |
| Charlie McDermott | Andy                  |                  |
| Cole Petersen     | Dylan Lafferty        |                  |
| Allison Weissman  | Becca                 |                  |

A Fall Out Boy együttes tagjai önmagukat alakítják a filmben.

## Fogadtatás

### Bevételi adatok
A 19 millió dolláros költségvetésből készült film Észak-Amerikában 8,4 millió, a többi országban 10,3 millió dolláros bevételt ért el. Összbevétele így 18,7 millió dollár lett.

### Kritikai visszhang
A Rotten Tomatoes weboldalon 110 kritika összegzése után 45%-on áll. Az oldal szöveges értékelés szerint „A Szextúrának vannak mulatságos pillanatai és egy közönséges tinifilmhez képest jól összerakott mű, de ezek a demográfiai csoporton kívül kevesek számára lesz vonzó.”
Az Entertainment Weekly kritikusa, Owen Gleiberman B- értékelést adott rá. Szerinte a rokonszenves főszereplők egy jobb filmet érdemelnének, továbbá dicsérte Seth Green alakítását. Roger Ebert négyből két csillagot adott a filmre, melyről úgy vélte, párszor meg tud nevettetni, mégis annyira közönséges és sablonos, hogy kínos feszengésre késztet.

## Fordítás
- Ez a szócikk részben vagy egészben  a   Sex Drive (film) című angol Wikipédia-szócikk fordításán alapul.  Az eredeti cikk szerkesztőit annak laptörténete sorolja fel. Ez a jelzés csupán a megfogalmazás eredetét és a szerzői jogokat jelzi, nem szolgál a cikkben szereplő információk forrásmegjelöléseként.